# Con tan pocos años
Con tan pocos años è il secondo album in studio della cantante e attrice messicana Lucerito, pubblicato nel 1984.

## Tracce
Testi e musiche di Sergio Andrade, eccetto dove indicato.
1. Con Tan Pocos Años – 3:08
2. Lo que Daría – 2:51
3. Contigo – 3:12
4. Si Me Vas a Hacer Sufrir – 2:56
5. Música – 3:00 (Lucero Hogaza)
6. Llévame – 2:55
7. Cuando me Quieras – 2:55
8. Te Quiero Porque Sí – 3:26
9. Pirinola – 3:07
10. Acción – 2:38